# Les Arbres rouges
Les Arbres rouges est un tableau peint par Maurice de Vlaminck en 1906. Cette huile sur toile est conservée au musée national d'Art moderne, à Paris.